# Katchina de Simm
Katchina de Simm, född 3 mars 2020, är en fransk varmblodig travhäst. Hon tränas av Philippe Allaire och körs av David Thomain.
Katchina de Simm började tävla 2022 och inledde med tre raka seger. Hon har hittills sprungit in 151 800 euro på 12 starter varav 3 segrar, 2 andraplatser och 2 tredjeplats. Hon har tagit karriärens hittills största seger i Prix Vourasie (2022). Hon har även kommit på andraplats i Prix Reine du Corta (2023) och Prix Annick Dreux (2023) samt på tredjeplats i Prix Gélinotte (2023).
Hon förlorade loppet Prix Une de Mai som storfavorit mot Kalamity d'Héripré.

## Statistik
| Statistik för Katchina de Simm (Ref.) | Statistik för Katchina de Simm (Ref.) | Statistik för Katchina de Simm (Ref.) | Statistik för Katchina de Simm (Ref.) | Statistik för Katchina de Simm (Ref.) | Statistik för Katchina de Simm (Ref.) |
| ------------------------------------- | ------------------------------------- | ------------------------------------- | ------------------------------------- | ------------------------------------- | ------------------------------------- |
| Starter                               | Placeringar                           | Startprissumma                        | Segerprocent                          | Platsprocent                          | Rekord                                |
| 12                                    | 3-2-2                                 | 151 800 euro                          | 25 %                                  | 58 %                                  | 1.12,1ak,                             |

### Större segrar
| År   | Lopp          | Kusk          | Vinstbelopp | Grupp   |
| ---- | ------------- | ------------- | ----------- | ------- |
| 2022 | Prix Vourasie | David Thomain | 27 000 EUR  | Grupp 3 |

### Starter
| Nr | Datum            | Lopp                       | Bana      | Kusk             | Tid     | Distans | Plac. | Vinstbelopp |
| -- | ---------------- | -------------------------- | --------- | ---------------- | ------- | ------- | ----- | ----------- |
| -  | 7 juni 2022      | Kvallopp                   | Caen      | David Thomain    | 1.17,1a | 2 140 m | gdk   | 0 euro      |
| 1  | 23 juli 2022     | Prix de la Porte des Lilas | Enghien   | David Thomain    | 1.16,7a | 2150 m  | 1     | 14 400 euro |
| 2  | 20 oktober 2022  | Prix de Ribemont           | Enghien   | David Thomain    | 1.18,1a | 2 875 m | 1     | 18 900 euro |
| 3  | 26 november 2022 | Prix Vourasie              | Vincennes | David Thomain    | 1.16,1a | 2 200 m | 1     | 27 000 euro |
| 4  | 18 december 2022 | Prix Une de Mai            | Vincennes | David Thomain    | 1.16,7a | 2 700 m | 6     | 2 400 euro  |
| 5  | 8 januari 2023   | Prix Gélinotte             | Vincennes | David Thomain    | 1.13,2a | 2 175 m | 3     | 16 800 euro |
| 6  | 21 april 2023    | Prix Aschera               | Vincennes | David Thomain    | 1.13,9a | 2 175 m | 3     | 9 800 euro  |
| 7  | 12 maj 2023      | Prix Masina                | Vincennes | David Thomain    | Da      | 2 700 m | Da    | 0 euro      |
| 8  | 30 maj 2023      | Prix Ozo                   | Vincennes | David Thomain    | Da      | 2 175 m | Da    | 0 euro      |
| 9  | 25 juni 2023     | Prix d'Essai               | Vincennes | David Thomain    | Da      | 2 700 m | Da    | 0 euro      |
| 10 | 12 augusti 2023  | Prix Vans M.T.M.           | Craignes  | François Le Brun | Da      | 2 750 m | Da    | 0 euro      |
| 11 | 19 augusti 2023  | Prix Reine du Corta        | Vincennes | David Thomain    | 1.12,1a | 2 175 m | 2     | 30 000 euro |
| 12 | 2 september 2023 | Prix Annick Dreux          | Vincennes | David Thomain    | 1.13,9a | 2 700 m | 2     | 32 500 euro |

## Stamtavla
| Efter Doberman      | Prodigious        | Goetmals Wood     | And Arifant        |
| Efter Doberman      | Prodigious        | Goetmals Wood     | Tahitienne         |
| Efter Doberman      | Prodigious        | Imagine d'Odyssee | Buvetier d'Aunou   |
| Efter Doberman      | Prodigious        | Imagine d'Odyssee | Battante d'Odyssee |
| Efter Doberman      | Quietude Mesloise | Look the Star     | Coktail Jet        |
| Efter Doberman      | Quietude Mesloise | Look the Star     | Corte              |
| Efter Doberman      | Quietude Mesloise | Jelissa Perle     | Blue Dream         |
| Efter Doberman      | Quietude Mesloise | Jelissa Perle     | Altissima          |
| Undan Divine Lignee | Ready Cash        | Indy de Vive      | Viking's Way       |
| Undan Divine Lignee | Ready Cash        | Indy de Vive      | Tekiflore          |
| Undan Divine Lignee | Ready Cash        | Kidea             | Extreme Dream      |
| Undan Divine Lignee | Ready Cash        | Kidea             | Doceanide du Lilas |
| Undan Divine Lignee | Radieuse Lignee   | Kiwi              | Coktail Jet        |
| Undan Divine Lignee | Radieuse Lignee   | Kiwi              | Fantasia           |
| Undan Divine Lignee | Radieuse Lignee   | Fiere Lignee      | Jiosco             |
| Undan Divine Lignee | Radieuse Lignee   | Fiere Lignee      | Idylle Charmeuse   |